# Curățele
Curățele là một xã thuộc hạt Bihor, România. Dân số thời điểm năm 2002 là 2721 người.